# أرجوس
أرجوس (بالإنجليزية: Argus)‏ هو برنامج مفتوح المصدر لمراقبة الأنظمة والشبكات ورصد الأخطاء. البرنامج مكتوب كليا بلغة البرمجة بيرل، ويوفر واجهة على شبكة الإنترنت. وهو مصمم لمراقبة خدمات الشبكة والخادم، وغيرها من أجهزة الشبكة. ويرسل رسائل تحذيرية عند اكتشافه لأي مشكلة.

## نظرة عامة
- يمكن رصد معظم خدمات الشبكة.
- يدعم كل من IPv4 و IPv6
- يتضمن الرسوم البيانية.
- على شبكة الإنترنت الأمامية.
- يمكن رصد عشرات من الآلاف من الخدمات المشتركة على أجهزة الكمبيوتر الشخصي.
- تكوين باستخدام ملفات نصية بسيطة.

## التفاصيل
- رصد خدمات الشبكة (SMTP, POP3, HTTP, NNTP, ICMP, SNMP, FTP, Telnet, SSH, Gopher, NFS, DNS, قطر, IAX2, SIP, SunRPC, Whois, Rwhois, LPD, NTP)
- رصد موارد الخادم: تحميل وحدة المعالجة المركزية تحميل الشبكة و استخدام القرص باستخدام عميل.
- مراقبة نتائج أي أمر أو نص.
- مراقبة بسهولة من خلال نصوص كتبها المستخدم